# Nokia N73

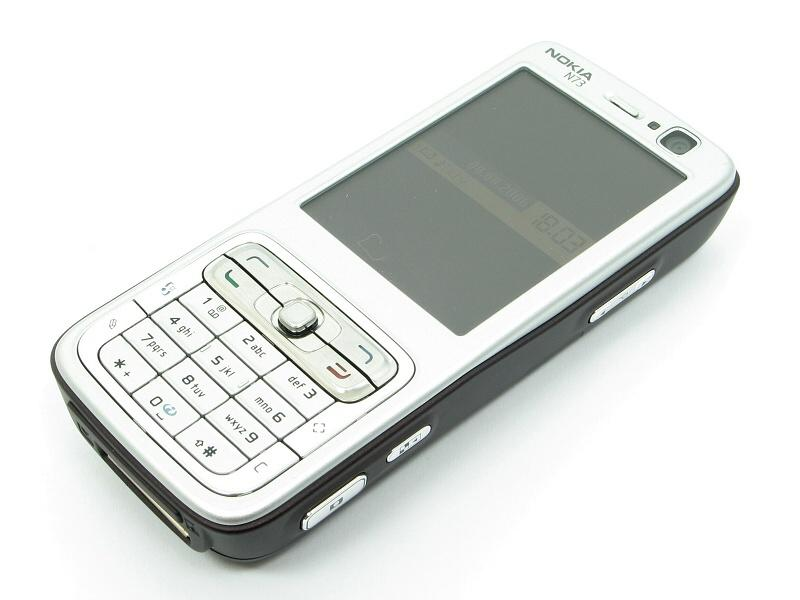
Nokia N73

Nokia N73 är en 3G mobil med en 3,2 megapixel kamera med optik från Carl Zeiss som lanserades i maj 2006. Mobilens Operativsystem är Symbian version 9.1.
"Bäst i test 10/2006" i tidningen Mobil.